# Степовий фронт
Степови́й фронт (рос. Степной фронт) — оперативно-стратегічне об'єднання радянських військ, що існувало з 9 липня до 20 жовтня 1943 у ході німецько-радянської війні.

## Історія
Степовий фронт створено 9 липня 1943 року на підставі директиви Ставки ВГК від 9 липня 1943 року шляхом перейменування Степового військового округу. До складу фронту увійшли 27-ма, 47-ма, 53-тя загальновійськові армії, 5-та повітряна армія. Надалі до складу об'єднання входили 4-та, 5-та, 7-ма гвардійські, 37-ма, 46-та, 57-ма, 69-та загальновійськові армії, 5-та гвардійська танкова армія. З'єднання фронту було розгорнуто в тилу Центрального і Воронезького фронтів на курському виступі для недопущення прориву німецьких військ та виходу на оперативний простір у центрі німецько-радянського фронту.
19 липня 1943 року вони були введені в бій на бєлгородсько-харківському напрямку, переслідували противника, що відходив, спільно з військами Воронезького фронту відкинули його на вихідні позиції, з яких він почав наступ на Курськ. Під час контрнаступу війська фронту подолали багатосмугову оборону німецьких військ. 5 серпня з'єднання 69-ї та 7-ї гвардійської армій опанували Бєлгород. Розвиваючи наступ, війська Степового фронту 23 серпня зайняли Харків.
У ході подальшого наступу з'єднання фронту до кінця вересня 1943 року вийшли до Дніпра, завдавши ударів у напрямку Полтави, Кременчука, Краснограда, Верхньодніпровська, розгромили з'єднання 8-ї та 11-ї польових армій Вермахту. Війська фронту одразу форсували Дніпро, захопили на його правому березі кілька плацдармів, які в ході подальших боїв об'єднали в один південніше Кременчука. З нього 15 жовтня 1943 року вони почали наступ у напрямку на П'ятихатки та Кривий Ріг, прорвали оборону вермахту на правому березі Дніпра та у взаємодії з іншими фронтами подолали його оборонний рубіж «Східний вал».
20 жовтня 1943 року фронт було перейменовано на 2-й Український фронт. У діючій армії перебував з 9 липня по 20 жовтня 1943 року.

## Командувачі
- генерал-полковник, з серпня 1943 року генерал армії Конєв І. С. (липень — жовтень 1943).

## Військові формування у складі фронту
- 147-й армійський запасний стрілецький полк
- 37-й окремий полк резерву офіцерського складу
- 801-й окремий автотранспортний батальйон
- 248-й окремий мотоінженерний батальйон
- 19-й окремий моторизований понтонно-мостовий батальйон
- 324-та окрема автотранспортна рота підвезення паливно-мастильних матеріалів
- польовий фронтовий склад пально-мастильних матеріалів 952

- 7-ма гвардійська армія
  - 24-й гвардійський стрілецький корпус
    - 36-та гвардійська стрілецька дивізія
    - 72-га гвардійська стрілецька дивізія
    - 213-та стрілецька дивізія

  - 25-й гвардійський стрілецький корпус
    - 73-тя гвардійська стрілецька дивізія
    - 78-ма гвардійська стрілецька дивізія
    - 81-ша гвардійська стрілецька дивізія

  - 49-й стрілецький корпус
    - 15-та гвардійська стрілецька дивізія
    - 111-та стрілецька дивізія

  - 5-та зенітна артилерійська дивізія
- 53-тя армія
  - 28-ма гвардійська стрілецька дивізія
  - 84-та стрілецька дивізія
  - 116-та стрілецька дивізія
  - 214-та стрілецька дивізія
  - 233-тя стрілецька дивізія
  - 252-га стрілецька дивізія
  - 299-та стрілецька дивізія
  - 16-та артилерійська дивізія прориву
  - 30-та зенітна артилерійська дивізія
  - 1-й механізований корпус
- 69-та армія
  - 35-й гвардійський стрілецький корпус
    - 93-тя гвардійська стрілецька дивізія
    - 94-та гвардійська стрілецька дивізія
    - 107-ма стрілецька дивізія
    - 183-тя стрілецька дивізія

  - 48-й стрілецький корпус
    - 89-та гвардійська стрілецька дивізія
    - 305-та стрілецька дивізія
    - 375-та стрілецька дивізія

  - 26-та зенітна артилерійська дивізія
- 5-та повітряна армія
  - 1-й бомбардувальний авіаційний корпус
    - 1-ша гвардійська бомбардувальна авіаційна дивізія
    - 293-тя бомбардувальна авіаційна дивізія

  - 1-й штурмовий авіаційний корпус
    - 203-тя винищувальна авіаційна дивізія
    - 266-та винищувальна авіаційна дивізія
    - 292-га штурмова авіаційна дивізія

  - 3-й винищувальний авіаційний корпус
    - 265-та винищувальна авіаційна дивізія
    - 278-ма винищувальна авіаційна дивізія

  - 4-й винищувальний авіаційний корпус
    - 294-та винищувальна авіаційна дивізія
    - 302-га винищувальна авіаційна дивізія

  - 7-й винищувальний авіаційний корпус
    - 304-та винищувальна авіаційна дивізія
- 11-та зенітна артилерійська дивізія

- 7-ма гвардійська армія
  - 24-й гвардійський стрілецький корпус
    - 72-га гвардійська стрілецька дивізія
    - 213-та стрілецька дивізія

  - 25-й гвардійський стрілецький корпус
    - 78-ма гвардійська стрілецька дивізія
    - 81-ша гвардійська стрілецька дивізія

  - 49-й стрілецький корпус
    - 15-та гвардійська стрілецька дивізія
    - 111-та стрілецька дивізія

  - 5-та зенітна артилерійська дивізія
- 53-тя армія
  - 48-й стрілецький корпус
    - 107-ма стрілецька дивізія
    - 116-та стрілецька дивізія

  - 74-й стрілецький корпус
  - 75-й стрілецький корпус
  - 84-та стрілецька дивізія
  - 214-та стрілецька дивізія
  - 233-тя стрілецька дивізія
  - 252-га стрілецька дивізія
  - 299-та стрілецька дивізія
  - 16-та артилерійська дивізія прориву
  - 30-та зенітна артилерійська дивізія
  - 1-й механізований корпус
- 57-ма армія
  - 27-й гвардійський стрілецький корпус
    - 41-ша гвардійська стрілецька дивізія
    - 58-ма гвардійська стрілецька дивізія

  - 64-й стрілецький корпус
    - 14-та гвардійська стрілецька дивізія
    - 36-та гвардійська стрілецька дивізія
    - 52-га стрілецька дивізія

  - 68-й стрілецький корпус
    - 19-та стрілецька дивізія
    - 113-та стрілецька дивізія
    - 303-тя стрілецька дивізія
- 69-та армія
  - 35-й гвардійський стрілецький корпус
    - 93-тя гвардійська стрілецька дивізія
    - 183-тя стрілецька дивізія

  - 89-та гвардійська стрілецька дивізія
  - 94-та гвардійська стрілецька дивізія
  - 305-та стрілецька дивізія
  - 26-та зенітна артилерійська дивізія
- 5-та гвардійська танкова армія
  - 5-й гвардійський механізований корпус
  - 18-й танковий корпус
  - 29-й танковий корпус
  - 6-та зенітна артилерійська дивізія
- 5-та повітряна армія
  - 1-й бомбардувальний авіаційний корпус
    - 1-ша гвардійська бомбардувальна авіаційна дивізія
    - 293-тя бомбардувальна авіаційна дивізія

  - 1-й штурмовий авіаційний корпус
    - 203-тя винищувальна авіаційна дивізія
    - 266-та винищувальна авіаційна дивізія
    - 292-га штурмова авіаційна дивізія

  - 4-й винищувальний авіаційний корпус
    - 294-та винищувальна авіаційна дивізія
    - 302-га винищувальна авіаційна дивізія

  - 7-й винищувальний авіаційний корпус
    - 304-та винищувальна авіаційна дивізія

- 5-та гвардійська армія
  - 32-й гвардійський стрілецький корпус
    - 13-та гвардійська стрілецька дивізія
    - 66-та гвардійська стрілецька дивізія
    - 97-ма гвардійська стрілецька дивізія

  - 33-й гвардійський стрілецький корпус
    - 6-та гвардійська повітрянодесантна дивізія
    - 9-та гвардійська повітрянодесантна дивізія
    - 95-та гвардійська стрілецька дивізія

  - 16-та артилерійська дивізія прориву
  - 29-та зенітна артилерійська дивізія
- 7-ма гвардійська армія
  - 24-й гвардійський стрілецький корпус
    - 73-тя гвардійська стрілецька дивізія
    - 78-ма гвардійська стрілецька дивізія

  - 25-й гвардійський стрілецький корпус
    - 72-га гвардійська стрілецька дивізія
    - 81-ша гвардійська стрілецька дивізія
    - 53-тя стрілецька дивізія

  - 49-й стрілецький корпус
    - 15-та гвардійська стрілецька дивізія
    - 213-та стрілецька дивізія

  - 113-та стрілецька дивізія
- 11-та артилерійська дивізія
  - 5-та зенітна артилерійська дивізія
- 37-ма армія
  - 57-й стрілецький корпус
    - 62-га гвардійська стрілецька дивізія
    - 92-га гвардійська стрілецька дивізія
    - 110-та гвардійська стрілецька дивізія

  - 82-й стрілецький корпус
    - 1-ша гвардійська повітрянодесантна дивізія
    - 10-та гвардійська повітрянодесантна дивізія
    - 188-ма стрілецька дивізія

  - 89-та гвардійська стрілецька дивізія
  - 11-та зенітна артилерійська дивізія
  - 26-та зенітна артилерійська дивізія
  - 35-та зенітна артилерійська дивізія
  - 1-й механізований корпус
- 46-та армія
  - 31-ша стрілецька дивізія
  - 223-тя стрілецька дивізія
  - 236-та стрілецька дивізія
  - 353-тя стрілецька дивізія
  - 394-та стрілецька дивізія
  - 409-та стрілецька дивізія
- 53-тя армія
  - 48-й стрілецький корпус
    - 28-ма гвардійська стрілецька дивізія
    - 252-га стрілецька дивізія
    - 299-та стрілецька дивізія

  - 74-й стрілецький корпус
    - 84-та стрілецька дивізія
    - 116-та стрілецька дивізія
    - 375-та стрілецька дивізія

  - 75-й стрілецький корпус
  - 214-та стрілецька дивізія
  - 233-тя стрілецька дивізія
  - 30-та зенітна артилерійська дивізія
- 57-ма армія
  - 27-й гвардійський стрілецький корпус
  - 64-й стрілецький корпус
    - 14-та гвардійська стрілецька дивізія
    - 58-ма гвардійська стрілецька дивізія
    - 36-та гвардійська стрілецька дивізія

  - 68-й стрілецький корпус
    - 36-та гвардійська стрілецька дивізія
    - 41-ша гвардійська стрілецька дивізія
    - 303-тя стрілецька дивізія
    - 48-ма гвардійська стрілецька дивізія
- 5-та повітряна армія
  - 1-й бомбардувальний авіаційний корпус
    - 1-ша гвардійська бомбардувальна авіаційна дивізія
    - 293-тя бомбардувальна авіаційна дивізія

  - 1-й штурмовий авіаційний корпус
    - 203-тя винищувальна авіаційна дивізія
    - 266-та винищувальна авіаційна дивізія
    - 292-га штурмова авіаційна дивізія

  - 4-й винищувальний авіаційний корпус
    - 294-та винищувальна авіаційна дивізія
    - 302-га винищувальна авіаційна дивізія

  - 312-та нічна бомбардувальна авіаційна дивізія